# Trichoniscus corcyraeus
Trichoniscus corcyraeus är en kräftdjursart som beskrevs av Karl Wilhelm Verhoeff 1901C. Trichoniscus corcyraeus ingår i släktet Trichoniscus och familjen Trichoniscidae. Inga underarter finns listade i Catalogue of Life.